# Малепе, Терсиус
Ропе Терсиус Малепе (англ. Rope Tercious Malepe; род. 18 февраля 1997, Мидделбург, Мпумаланга) — южноафриканский футболист, защитник клуба «Амазулу» и сборной ЮАР. Участник Олимпийских игр 2016 года в Рио-де-Жанейро.

## Клубная карьера
Малепе является воспитанником клуба «Орландо Пайретс». В сезоне 2015/2016 он на правах аренды выступал за клуб «Морока Свэллоуз». 22 августа 2015 года в матче против «Кейптаун Олл Старс» он дебютировал в первом дивизионе ЮАР.
Летом 2016 года Терсиус вернулся в «Орландо Пайретс», но в основной состав пробиться не смог из-за наличия в нём более опытных игроков и на протяжении большей части сезона 2016/2017 выступал за команду дублёров. В конце августа 2017 года он был отдан в аренду до конца сезона клубу «Аякс» из Кейптауна. 12 сентября 2017 года Малепе дебютировал в южноафриканской Премьер-лиге в матче против «Орландо Пайретс».

## Международная карьера
22 июня 2016 года в товарищеском матче против сборной Свазиденда Малепе дебютировал за сборную ЮАР.
В 2016 году Терсиус в составе олимпийской сборной ЮАР принял участие в Олимпийских играх в Рио-де-Жанейро. На турнире он сыграл в матче против команды Ирака.